# Keru
Keru (ou Kieru, ou Cheru), est une ville d'Érythrée qui se situe dans la région du Gash-Barka. Sa population est estimée à moins de 600 habitants.